# Sole mineralne Schuesslera
Ten artykuł opisuje teorie, metody lub czynności niezgodne ze współczesną wiedzą medyczną.
Sole mineralne Schuesslera (inne określenia: biochemiczne sole komórkowe, sole tkankowe lub sole komórkowe) – dwanaście nieorganicznych soli mineralnych w postaci homeopatycznych rozcierek, które są podawane doustnie pacjentowi według zasad leczenia opracowanych przez Wilhelma Schuesslera w XIX wieku.
Metoda leczenia komórkowymi solami mineralnymi Wilhelma Schuesslera jest zaliczana do alternatywnych metod leczenia.

## Charakterystyka
Roztarte (rozcieńczone w procesie trituracji) z cukrem molekuły soli tkankowych są lekami dla chorych tkanek, jak również poprawiają ich kondycję. Tak spreparowane molekuły soli komórkowych mają przywracać utraconą lub zaburzoną równowagę nieorganicznych soli w tkankach. Schuessler zwykle stosował sole komórkowe w szóstej potencji decymalnej.
Według Schuesslera sole tkankowe działają poprzez pobudzenie ludzkiego organizmu do lepszego wchłaniania brakujących soli mineralnych ze strawionego pokarmu i do lepszego ich wykorzystania w tkankach. Ich rola nie polega na dostarczaniu organizmowi brakujących soli, gdyż podawana pacjentowi ilość soli jest „nieskończenie mała”, aby mogła spełnić to zadanie, a łatwiejszym sposobem byłoby uzupełnienie poprzez podanie brakujących soli wraz z pożywieniem. Homeopata William Boericke uważał, że preparaty Schuesslera wpływają na rozmieszczenie molekuł nieorganicznych soli mineralnych w organizmie, przywracając stan równowagi, co sprawiało, że chore tkanki ponownie zaczynały pracować prawidłowo.
Wilhelm Schuessler zdecydowanie twierdził, że jego metoda leczenia nie ma nic wspólnego z homeopatią i wskazywał na jej związek z biochemią, histologią i patologią. Rozcieranie nieorganicznych soli mineralnych miało na celu otrzymanie pojedynczych molekuł, które byłyby wchłaniane przez zakończenia nerwów sympatycznych w śluzówce jamy ustnej i poprzez zwoje nerwowe docierałyby do chorej tkanki, gdzie ulegałyby wchłanianiu. Opierało się to na założeniu, że organizm nie absorbował molekuł z czystej substancji, a jedynie z rozcierki, która zawiera pojedyncze cząsteczki. Schuessler zaznaczał, że była to inna droga wchłaniania soli mineralnych niż przez jelita.
Nazywał nieorganiczne sole mineralne obecne w ludzkich tkankach „lekami tkankowymi”. Twierdził, że niezależnie od przyczyny choroby właściwie dobrane leki tkankowe na podstawie objawów chorobowych były w stanie wyleczyć chore tkanki. Dotyczyło to zarówno chorób nagłych, jak i chronicznych. Wyjątek stanowiły zatrucia ostre.

## Sole Schuesslera
Biochemiczne sole mineralne Schuesslera obejmują nieorganiczne sole, które są normalnie (w warunkach fizjologicznych) zawsze obecne w komórkach lub tkankach u ludzi. Określał je jako nieorganiczne elementy w organicznej materii, z której zbudowane jest ludzkie ciało.
Do dwunastu biochemicznych soli mineralnych Schuessler zaliczył:
1. fluorek wapnia
2. fosforan wapnia
3. fosforan żelaza(III)
4. chlorek potasu
5. fosforan potasu
6. siarczan potasu
7. fosforan magnezu
8. chlorek sodu
9. fosforan sodu
10. siarczan sodu
11. ditlenek krzemu
12. siarczan wapnia

Tkankowe sole mineralne są dostępne na rynku farmaceutycznym w postaci homeopatycznych tabletek na bazie laktozy lub rzadziej maści. Tabletki Schuesslera są dostępne w następujących potencjach: 3X, 6X, 12X, 30X i 200X.

## Rys historyczny
Wilhelm Schuessler rozwinął ideę, wzmiankowaną w archiwum Stapfa już w 1832 i 1846 oraz obecną w Text Book of Homoeopathy Eduarda von Grauvogla, zgodnie z którą „wszystkie ważne składniki ludzkiego ciała są wielkimi medykamentami” i „działają na organy, w których funkcjonowaniu odgrywają rolę”. Do wykonania własnych badań nad fizjologiczno-chemicznymi efektami działania substancji nieorganicznych w ciele ludzkim zainspirowały go także twierdzenia profesora fizjologii Moleschotta, który zauważył, że struktura i funkcjonowanie organów i tkanek zależy od obecności w nich soli nieorganicznych (obecnych w popiele po spaleniu tkanek) w pewnych prawidłowych ilościach i proporcjach. Przez 9 lat Schuessler przeprowadzał eksperymenty, łączył fakty fizjologiczne i patologiczne, zanim opracował własną metodę leczenia, tzw. metodę biochemiczną lub teorię dwunastu medykamentów tkankowych, opartą na udokumentowanych faktach związanych z chemią tkanek.
W marcu 1873 przedstawił swoją metodę w artykule pt. A Shortened Homoeopathic Theraeutics, zamieszczonym w „Homoeopathic Gazette” w Lipsku. W maju 1873 w czasopiśmie „Medical Investigator” ukazało się tłumaczenie wypowiedzi Schuesslera z języka niemieckiego.
Według Schuesslera jakiekolwiek zaburzenie równowagi molekularnej soli komórkowych w żywych tkankach powodujące chorobę – może zostać przywrócone do stanu równowagi poprzez podanie tych samych soli mineralnych w nieskończenie małych ilościach. Sam podawał swoim pacjentom nieorganiczne sole mineralne zwykle w szóstej potencji decymalnej, ale także stosował trzecią, czwartą i piątą. W przypadkach ostrych podawał dawkę co dwie godziny, a w przypadkach przewlekłych dwa lub trzy razy dziennie aż do ustąpienia objawów. Sole mogły być podawane w postaci suchej (proszku) lub kropelek. Jednorazowa dawka była wielkości ziarna grochu. W przypadku stosowania zewnętrznego zalecał rozpuścić 1 dawkę wielkości ziarna grochu w szklance wody.
Dwanaście nieorganicznych soli tkankowych wyodrębnionych przez Schuesslera można także spotkać w ziołach leczniczych, np. krzemionkę w skrzypie polnym.